# Alloplasta simplex
Alloplasta simplex är en stekelart som först beskrevs av Tosquinet 1889.  Alloplasta simplex ingår i släktet Alloplasta och familjen brokparasitsteklar. Inga underarter finns listade i Catalogue of Life.